# Гара-Орешець
Гара-Оре́шець (болг. Орешец) — село у Видинській області Болгарії. Входить до складу общини Димово.
Неподалік від села розташована печера Венеца.

## Населення
За даними перепису населення 2011 року у селі проживали 810 осіб.
Національний склад населення села:
| Національність   | Кількість осіб | Відсоток |
| ---------------- | -------------- | -------- |
| болгари          | 795            | 99,0%    |
| цигани           | 4              | 0,5%     |
| не визначились   | 0              | 0%       |
| Всього відповіли | 803            |          |

Розподіл населення за віком у 2011 році:
Динаміка населення: